# Faverolles (Cantal)
Faverolles (wym. [favʁɔl]) – miejscowość i dawna gmina we Francji, w regionie Owernia-Rodan-Alpy, w departamencie Cantal. W 2013 roku populacja Faverolles wynosiła 323 mieszkańców. Pomiędzy gminami Fridefont i Faverolles rzeka Bès uchodzi do Truyère.
W dniu 1 stycznia 2016 roku z połączenia czterech ówczesnych gmin – Faverolles, Loubaresse, Saint-Just oraz Saint-Marc – utworzono nową gminę Val d’Arcomie.